# Lycodon multifasciatus
Lycodon multifasciatus (japanisch サキシマバイカダ Sakishima-Baikada) ist eine Natternart aus der Gattung der Wolfszahnnattern (Lycodon). Die Art ist auf einigen der japanischen Sakishima-Inseln verbreitet.

## Merkmale
Lycodon multifasciatus

Link zum Bild

Lycodon multifasciatus hat eine Gesamtlänge von etwa 70 bis 80 Zentimetern mit einer Kopf-Rumpf-Länge von etwa 53 bis 60 Zentimetern. Die dorsale Beschuppung ist hell graubraun mit schwarzbraunen Flecken. Bei den Populationen auf Iriomote-jima und Ishigaki-jima werden die Flecken nach hinten kleiner, während sie bei der Population auf Miyako-jima gleichmäßiger ausfallen. Die Anzahl der entlang des Körpers aufgereihten schwarzbraunen Flecken beträgt 54 oder mehr am Rumpf und 26 oder mehr am Schwanz, was L. multifasciatus von anderen Arten in Taiwan und China unterscheidet, die weniger Flecken bzw. Bänder aufweisen. Die Musterung bei L. multifasciatus zeigt zudem dunkle Bänder bis Flecken auf hellem Grundton, während andere nahe verwandte Arten wie Lycodon ruhstrati einen dunklen Grundton mit hellen Ringen aufweisen. Die Beschuppung ist dorsal gekielt. Die Anzahl der Ventralia (Bauchschuppen) ist mit 232–237 bei Männchen und 229–235 bei Weibchen höher als bei den anderen Arten der Gattung.

## Lebensweise
Lycodon multifasciatus ist eine nachtaktive und vermutlich teilweise baumbewohnende Natternart, die Geckos und Skinke wie Scincella boettgeri jagt. Wie andere Wolfszahnnattern ist die Art ovipar (eierlegend). Die Weibchen legen im Mai bis Juni Gelege von 2 bis 6 Eiern. Die Art kann in natürlichen, immergrünen Laubwäldern, Sekundärwäldern und in Mauerlücken gefunden werden.

## Verbreitungsgebiet und Gefährdung

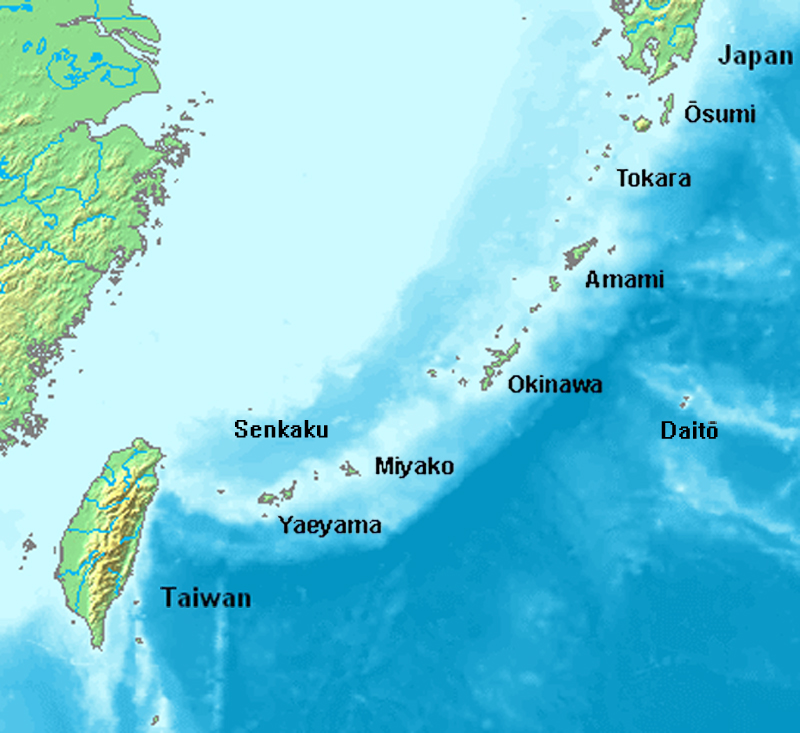
Lage der Yaeyama- und Miyako-Inseln

Lycodon multifasciatus ist auf den japanischen Yaeyama- (Iriomote-jima und Ishigaki-jima) und Miyako-Inseln (Miyako-jima und Irabu-jima) verbreitet.
Auf der nationalen Roten Liste gefährdeter Reptilien Japans ist die Art als potentiell gefährdet eingestuft. Die IUCN stuft sie dagegen als nicht gefährdet (least concern) ein. Eine Bedrohung stellen möglicherweise auf den Inseln eingeführte Arten wie Blaue Pfauen und Japan-Wiesel dar.

## Systematik
Die Art wurde 1931 von dem japanischen Herpetologen Moichirō Maki als Dinodon septentrionale multifasciatum erstbeschrieben. Es werden keine Unterarten unterschieden.
In der Literatur verwendete Synonyme sind zeitlich sortiert
- Dinodon septentrionale multifasciatum Maki, 1931
- Lycodon ruhstrati multifasciatus Mori, 1984
- Lycodon ruhstrati multifasciatus Goris & Maeda, 2004
- Lycodon multifasciatus Vogel & Brachtel, 2008
- Lycodon multifasciatus Vogel et al., 2009
- Lycodon multifasciatus Wallach et al., 2014